# Rives-du-Couesnon
Rives-du-Couesnon – gmina we Francji, w regionie Bretania, w departamencie Ille-et-Vilaine. W 2013 roku liczba ludności wynosiła 2793 mieszkańców. 
Gmina została utworzona 1 stycznia 2019 roku z połączenia czterech ówczesnych gmin: Saint-Georges-de-Chesné, Saint-Jean-sur-Couesnon, Saint-Marc-sur-Couesnon oraz Vendel. Siedzibą gminy została miejscowość Saint-Jean-sur-Couesnon. 